# Имобилайзер
Имобилайзерът (Имобилизатор) (англ. immobiliser — „обездвижвател“) е електронно устройство, монтирано на автомобил или друг транспорт за осигуровка срещу кражба. То се активира след изваждането на ключа за запалването и предотвратява, чрез управляващия двигателя уред, стартирането на автомобила от неупълномощени лица. Основната функция на имобилайзера е да блокира двигателя на автомобила, ако се опитват да го откраднат. В случай на кражба, устройството трябва да възпрепятства движението на превозното средство самостоятелно.
Правилно избраният имобилайзер и професионалната инсталация могат да се превърнат в сериозна пречка за крадец на автомобили. Това не позволява на автомобилът да бъде „горещо окабелен“ след постигане на влизане в него и по този начин намалява кражбата на моторни превозни средства. Имобилайзерът не гарантира 100 % защита от отвличане, тъй като има различни приспособления за заобикалянето му . В Австралия само 7 % от откраднатите автомобили имат имобилайзер, като в много от тези случаи крадецът е имал достъп до оригиналния ключ. Проучване за 2016 г. в „Икономически журнал“ установява, че имобилайзерът е намалил честотата на кражбите на автомобили с около 40 % между 1995 г. и 2008 г. Ползите по отношение на предотвратените кражби са поне три пъти по-високи от разходите за инсталиране на устройството.

## История
Електрическият имобилайзер / алармената система е изобретен от Сейнт Джордж Еванс и Едуард Биркенбюл и патентован през 1919 г. Те са разработили двумерна решетка от 3 x 3 двойни контактни превключватели на панел, монтиран вътре в автомобила, през които минава токът за запалване на двигателя. Кодът за включване на двигателя представлява комбинация от положенията на превключвателите от едната страна на панела, зададена от ползвателя на автомобила. При съвпадане на положенията на съответните превключвателите от всяка двойка от двете страни, когато ключът за запалване се активира, токът от акумулатора (или бобината) отива към свещите, позволяващи стартиране на двигателя. При зададена различна комбинация от другата страна и несъвпадане автомобилът остава обездвижен и се издава звук от клаксона. Настройките на системата могат да се променят всеки път, когато автомобилът е шофиран.
Първите модели на имобилайзера от около 1991 г. и системите за модернизация са работили в повечето случаи с т. нар. „Прекъсване на три вериги“. Те обикновено са прекъсвали чрез релета запалването, захранването с гориво и стартера. Прекъсването с три вериги предлага само умерена защита и е лесно за преодоляване от крадците, тъй като само релетата трябва да бъдат възстановени отново. Това обаче отнема толкова много време, че любителите крадци се възпират.
Хонда е първият производител на мотоциклети, включил имобилайзерите в своите продукти през 1990-те години.
През септември 2007 г. в Канада се налага със закон инсталирането на двигателен имобилайзер във всички превозни средства и камиони, произведени в държавата. От 1 януари 1998 имобилайзера е задължителен за новите автомобили, произведени в Германия. Във Великобритания става задължителен от 1 октомври 1998 г., във Финландия от 1998 г., в Австралия от 2001 г. и в Канада от 2007 г.

## Устройство и принцип на действие
Включването и изключването на имобилайзера трябва да е достъпно само за собственика на автомобила. Като правило за тази цел се използва електронен кодов ключ. Преди да стартира автомобила, собственикът трябва да постави кодовия ключ в специален слот, като по този начин гарантира, че кодът се чете от системата на имобилайзера и ключалката е отключена, или да постави безконтактен електронен датчик (транспондер с подходящ чип) в зоната на покритие на антената на имобилайзера.
Системата използва приемо-предавателен модул (транспондер), интегриран в ключа за запалване. При всеки нов старт транспондерът предава нов код на електрониката на автомобила. Само когато ключът има съответен разрешителен код, се вдига блокировката.
Ранните модели използват статичен код в ключа за запалване (или ключодържател), разпознат от контур за радиочестотна идентификация (RFID) около заключващия вал и проверен за съвпадение спрямо контролния блок на двигателя (КБД/ECU). Ако кодът не бъде разпознат, КБД няма да позволи на горивото да тече и да се запали.
По-късните модели използват подвижни кодове или усъвършенствана криптография, за да не позволят копирането на кода от ключа или ECU. Новата техника на заключване осигурява системата срещу електронно копиран ключ за автомобила..
Микросхемата вътре в ключа се активира от малко електромагнитно поле, което принуждава да тече ток вътре в корпуса на ключа, което от своя страна излъчва уникален двоичен код, който се чете от КБД на автомобила. Когато КБД определи, че кодираният ключ е текущ и валиден, активира последователността на инжектиране на гориво.
По-рядко се срещат модели с ръчно набиране на кода. В тях за да се изключи имобилайзера, трябва да се въведе кода, зададен от собственика..
При разрушаване на имобилайзера или несанкционирано отключване, системите на автомобила остават блокирани.
Почти всички видове имобилайзери имат функцията за автоматично включване след изчакване на определен период от време (тайм-аут), по време на който ползватерят на МПС не е предприел никакви действия.

## Видове и конструкция
Имобилайзерите обикновено се делят на типове:
- контактен и безконтактен;
- оригинален (стандартен, заводски, щатен) и допълнителен.

Повечето съвременни автомобили имат оригинален имобилайзер, инсталиран от автомобилния производител. В стандартния имобилайзер блокирането се извършва без помощта на реле. Самото устройство е свързано физически и програмно към контролера за впръскване на горивото на двигателя, следователно, при липса на сигнал за включване, самият контролер няма да започне стартирането и поддръжката на двигателя. С други думи, блокирането не става физически, а програмно от самата система за управление на двигателя.
Стандартният имобилайзер се състои от две основни части:
- управляващо устройство, което е центърът, от който се получават сигнали за необходимостта от активиране на цялата система;
- ключ на собственика на автомобила, който се разпознава от контролния блок. В някои случаи авторизацията се извършва чрез въвеждане на тайна парола чрез стандартните бутони на автомобила.

Допълнителният (нестандартен) имобилайзер се отличава с наличието на допълнителна антена, допълнителeн датчик (сензор, чип) и електромагнитно реле, с помощта на което веригата се прекъсва при влизане в колата.
Има имобилайзери, работещи без прекъсвания в електрическите вериги - CAN имобилайзер. Блокирането на работата на двигателя възниква в резултат на изпращане на определени съобщения по локалната мрежа от изпълнителни устройства и датчици на автомобила CAN, като по този начин се създават смущения.
При използване на допълнителни устройства е възможно да се блокира работата на неелектрически системи – например електромагнитни клапани или ключалки за превключване на предавките.
Имобилайзерът е вграден в електронната част и има малък размер, като по този начин намалява риска от неговото откриване и заобикаляне.